# 허삼관 (영화)
《허삼관》은 2015년에 개봉한 대한민국의 영화로, 배우 하정우가 연출하고 직접 출연했다. 위화의 중국 소설 《허삼관매혈기》를 원작으로 한다.

## 줄거리
가진 건 없지만 가족들만 보면 행복한 남자 '허삼관'이,11년간 남의 자식을 키우고 있었다는 기막힌 사실을 알게 되면서 펼쳐지는 웃음과 감동의 코믹휴먼드라마

## 캐스팅

### 주요 인물
- 하정우: 허삼관 역
- 하지원: 허옥란 역

### 그외 인물들
- 남다름: 허일락 역
- 노강민: 허이락 역
- 민무제: 하소용 역
- 전혜진: 송씨 역
- 주진모: 삼촌 역
- 장광: 최가 역
- 성동일: 방씨 역
- 이경영: 옥란 부 역
- 김영애: 계화 엄마 역
- 정만식: 심씨 역
- 조진웅: 안씨 역
- 김재영: 조씨 역
- 김기천: 노인 역
- 김성균: 근룡 역
- 황보라: 계화 역
- 정의갑: 문 도사 역
- 이지훈: 계씨 역
- 강신철: 사진사 / 마을사람 1 역
- 하준호: 마을사람 4 역
- 박지홍: 마을사람 8 역
- 최규환: 우편배달부 역
- 김재화: 수원 제중의원 간호사 역
- 임현성: 동대문 제일병원 관계자 역
- 조선묵: 대륙식당 사장 역
- 정미남: 경기 호찬병원 의사 역
- 우정국: 수원 제중의원 매혈남 1 역
- 이승호: 공사장 청년 역
- 김시은: 대전 적십자병원 접수대 2 역

### 우정출연
- 윤은혜: 임분방 역